# Paul McAleenan

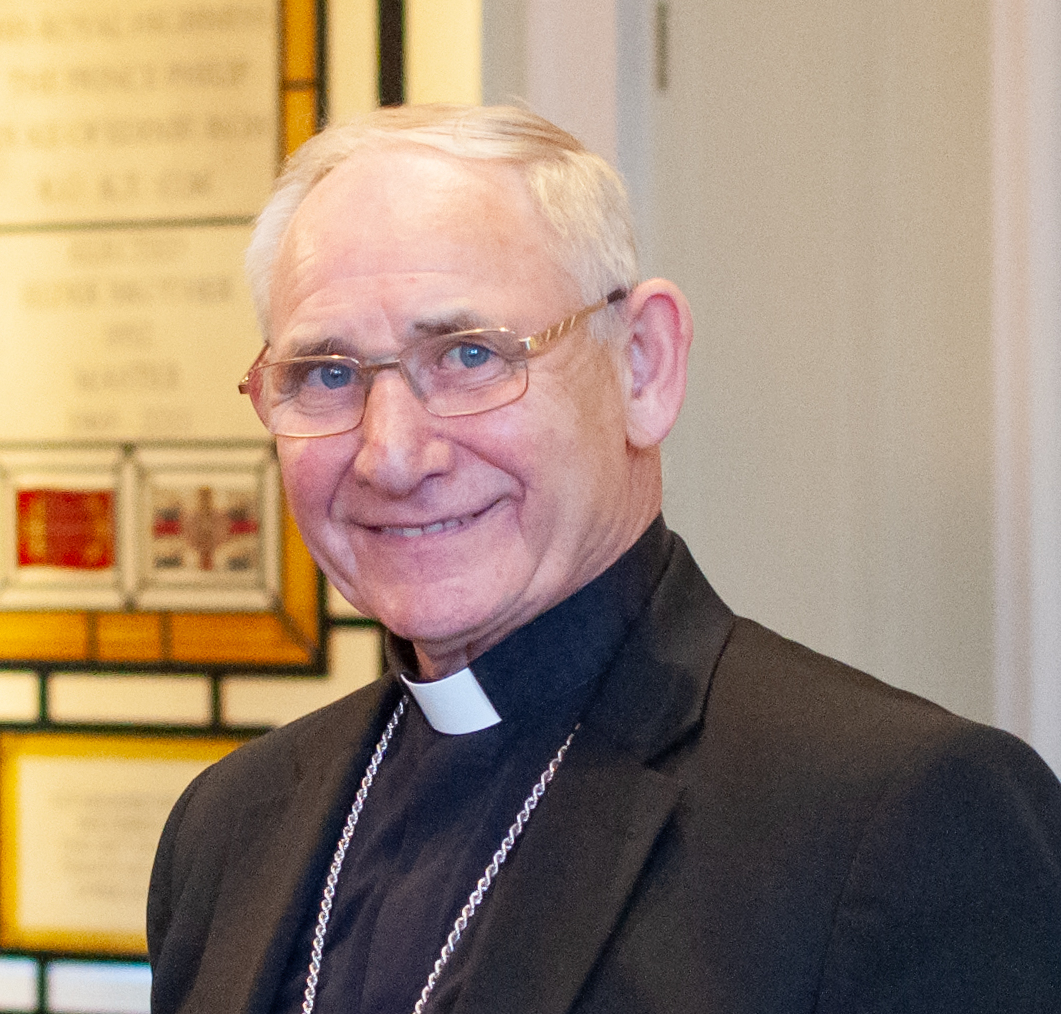
Paul McAleenan (2024)

Paul McAleenan (* 15. Juli 1951 in Belfast, Vereinigtes Königreich) ist römisch-katholischer Weihbischof in Westminster.

## Leben
Paul McAleenan empfing am 8. Juni 1985 das Sakrament der Priesterweihe für das Erzbistum Westminster.
Am 24. November 2015 ernannte ihn Papst Franziskus zum Titularbischof von Mercia und bestellte ihn zum Weihbischof in Westminster. Die Bischofsweihe spendete ihm und dem gleichzeitig ernannten John Wilson der Erzbischof von Westminster, Vincent Kardinal Nichols, am 25. Januar des folgenden Jahres. Mitkonsekratoren waren die Weihbischöfe John Sherrington und Nicholas Hudson.